# برافو، حياتي
برافو، حياتي هو مسلسل تلفزيوني كوري جنوبي من بطولة دو جي وون، يون جونغ هون وجيونغ يو مي. صدر المسلسل على قناة إس بي إس تي في في 21 أكتوبر 2017.

## روابط خارجية
- برافو، حياتي على موقع IMDb (الإنجليزية)
- برافو، حياتي على موقع كينوبويسك (الروسية)
- برافو، حياتي على موقع قاعدة بيانات الفيلم (الإنجليزية)